# Dominius
Dominius de Vannes ou Saint Dominius, est le second évêque du diocèse de Vannes au Ve siècle ou VIe siècle. Selon le calendrier des saints bretons, il est fêté le 8 mai.

## Source
- Liste officielle des prélats du diocèse de Vannes de l'Église catholique Diocèse de Vannes Liste chronologique des Évêques de Vannes .